# Miguel Gallardo Valles
Miguel Ángel Gallardo Valles (* 8. Juli 1981 in Chihuahua) ist ein ehemaliger mexikanischer Tennisspieler.

## Karriere
Miguel Gallardo Valles spielt hauptsächlich auf der ATP Challenger Tour und der ITF Future Tour. Er feierte 16 Einzel- und 17 Doppelsiege auf der Future Tour. Auf der Challenger Tour gewann er bis dato zweimal das Einzelturnier in Puebla (in den Jahren 2001 und 2004), sowie die Doppelturniere in Puebla im Jahre 2002, zweimal das Turnier in León 2004 und 2006 sowie im Jahr 2007 das Turnier in Mexiko-Stadt. Zum 12. August 2002 durchbrach er erstmals die Top 200 der Weltrangliste im Einzel und seine höchste Platzierung war ein 189. Rang im Oktober 2002. Im Doppel durchbrach er erstmals zum 19. April 2004 die Top 200 der Weltrangliste und seine höchste Platzierung hier war ein 174. Rang im Juni 2004.
Sein Debüt auf der ATP World Tour gab er im Februar 2003 beim Abierto Mexicano Telcel in Acapulco, wo er eine Wildcard für das Hauptfeld erhielt, dort jedoch in der ersten Runde an Agustín Calleri scheiterte. In den Jahren 2004–2006 scheiterte er ebenfalls jeweils in der Auftaktrunde des Turniers in Acapulco.
Seinen ersten Auftritt auf der World Tour im Doppel hatte er zusammen mit Bruno Echagaray, ebenfalls beim Turnier in Acapulco im Februar 2004. Dort erreichten die beiden, nach einem überraschenden Sieg in der ersten Runde, das Viertelfinale, wo sie gegen Mariusz Fyrstenberg und Marcin Matkowski mit 2:6 und 4:6 verloren. In den Jahren 2005–2007 sowie 2013 erhielt er ebenfalls jeweils eine Wildcard, konnte aber dabei mit wechselnden Doppelpartnern keine Hauptrundenpartie siegreich beenden.
Gallardo Valles spielt seit 2001 für die mexikanische Davis-Cup-Mannschaft. Für diese trat er in 21 Begegnungen an, wobei er im Einzel eine Bilanz von 18:13 und im Doppel eine von 2:0 aufzuweisen hat.
Sein letztes Turnier spielte er im September 2014 in Mexiko.

## Erfolge
| Legende (Anzahl der Siege)  |
| Grand Slam                  |
| ATP World Tour Finals       |
| ATP World Tour Masters 1000 |
| ATP World Tour 500          |
| ATP World Tour 250          |
| ATP Challenger Tour (6)     |

### Einzel

#### Turniersiege
| Nr. | Datum             | Turnier    | Belag     | Finalgegner     | Ergebnis  |
| --- | ----------------- | ---------- | --------- | --------------- | --------- |
| 1.  | 25. November 2001 | Puebla (1) | Hartplatz | Zbynek Mlynarik | 6:2, 6:3  |
| 2.  | 21. November 2004 | Puebla (2) | Hartplatz | Răzvan Sabău    | 7:65, 6:4 |

### Doppel

#### Turniersiege
| Nr. | Datum             | Turnier      | Belag     | Partner              | Finalgegner                         | Ergebnis       |
| --- | ----------------- | ------------ | --------- | -------------------- | ----------------------------------- | -------------- |
| 1.  | 24. November 2002 | Puebla       | Hartplatz | Alejandro Hernández  | Diego Ayala Robert Kendrick         | 6:1, 5:7, 7:63 |
| 2.  | 18. April 2004    | León (1)     | Hartplatz | Bruno Echagaray      | Frédéric Niemeyer Tripp Phillips    | 6:4, 7:61      |
| 3.  | 23. April 2006    | León (2)     | Hartplatz | Juan Manuel Elizondo | Dawid Olejniczak Alexander Satschko | 6:3, 6:4       |
| 4.  | 15. April 2007    | Mexiko-Stadt | Hartplatz | Carlos Palencia      | Brendan Evans Brian Wilson          | 6:3, 6:3       |